# Атанас Тодоров
Атанас Тодоров Минчев е български офицер (генерал-майор), бригаден командир по време на Първата и Втората Балкански войни.

## Биография
Атанас Тодоров е роден през 1865 г. в Търново в патриотично семейство. Родителите му Тодор Минчев и Винития Шекерджиева са членове на настоятелствата съответно на читалище „Надежда“ и на женското дружество „Милосърдие“, а негова леля – Евгения Шекерджиева – изпраща благодарствен адрес на руския император Александър II по случай обяването на Руско-турската освободителна война.
Атанас Тодоров завършва Военното училище в София през 1884 г., впоследствие завършва и Генерал-щабната академия в Торино, Италия. Служи последователно в Четвърти и
Шести полк, командир е на Втори пехотен искърски полк и началник-щаб на Пета пехотна дунавска дивизия под командването на генерал Радой Сираков.
По време на Балканската война е началник на Първа бригада от състава на Четвърта преславска дивизия под командването на генерал Климент Бояджиев, през Междусъюзническата война е бригаден командир в състава на Пета армия, а от есента на 1913 г. до пролетта на 1914 г. – началник на Преславската дивизия. Издигнат в генералско звание през 1914 г., той се оттегля от активна служба през октомври същата година. Умира в София през 1936 г.

## Военни звания
- Подпоручик (30 август 1884)
- Поручик (30 август 1886)
- Капитан (1889)
- Майор (1894)
- Подполковник (14 февруари 1900)
- Полковник (14 януари 1904)
- Генерал-майор (1914)

## Награди
- Орден „За храброст“ IV степен
- Орден „Св. Александър“ ΙII степен с мечове по средата, V степен без мечове
- Орден „За заслуга“ златен и сребърен, на обикновена лента